# Milionia reducta
Milionia reducta är en fjärilsart som beskrevs av Rothschild 1826. Milionia reducta ingår i släktet Milionia och familjen mätare. Inga underarter finns listade i Catalogue of Life.